# Christine Destours
Christine Destours est une illustratrice et autrice de livres pour la jeunesse française, née à Montauban, le 1er juillet 1965.

## Biographie
Christine Destours est issue d'une famille de couturières et tricoteuses. Elle a été formée à l'École supérieure d'art et de design d'Orléans. Elle est très inspirée par l'art brut. Parallèlement, elle réalise des décors de films. Elle illustre pour la jeunesse à la fois à la fois pour la presse et l'édition. Elle expose régulièrement ses peintures et anime des ateliers à destination des enfants (centrés notamment sur le livre-objet). Elle vit à Paris,,,.

### Illustratrice
- La maison en construction : Mondrian, Christine Beigel, l'Élan vert, 2015
- Premières rondes et chansons: (2-4 ans), Stefany Devaux, Laetitia Le Saux, Clémence Pénicaud, Christine Destours, Didier Jeunesse, 2010
- La batterie : Igor et la baguette magique, histoire de Leigh Sauerwein ; mise en musique par Christian Lété ; illustrée par Christine Destours et Aurélia Fronty ; partie documentaire présentée par Judith Birnbaum ; racontée par Anne Le Coutour ; Gallimard jeunesse, 2009
- Jean-Petit qui danse et 20 autres comptines et chansons (2009)
- La Clarinette (2008)
- La Guitare (2008)
- Comptines des animaux de la ferme (2008)
- La Fête au village (2008)
- Monsieur Hérisson a disparu (2007)
- Mon père m'a donné un mari (2007)
- Les Rêves de Petit Cheval (2007)
- Tout sur la musique ! (2006)
- Mon âne (2006)
- Pourquoi pleut-il de haut en bas et pas de bas en haut ? (2004)
- Chanter en voiture (2004)

### Autrice du texte
- Truc et Bidule : la Fraise, 2017
- Cadeau ! (2015)
- Des zigotos chez Crapoto, Jean Dubuffet (2011)
- Sacrée prise de bec (2006)
- Les Petits Poissons dans l'eau (2004)
- Messieurs propres (1999)